# 아브로 랭커스터
아브로 랭커스터는 제2차 세계 대전 중에 운용된 폭격기 중에서 가장 많은 10t의 폭탄 탑재량을 갖춘 영국 공군의 폭격기다. 전쟁 말기에 등장하여 주로 태평양 전쟁에 투입된 미국의 보잉 B-29 슈퍼포트리스가 겨우 이에 필적하는 9톤의 폭탄 탑재량을 갖추었다. 최초 실전 부대 운용은 1942년이었으며, 핸들리 페이지 핼리팩스와 함께 영국 공군 폭격기 부대의 주력 폭격기로 운용되었다. 또한 캐나다 공군 및 영국 공군 폭격기 사령부 예하의 영연방 및 다른 유럽 국가들의 공군도 이 폭격기를 사용했다. "Lanc" 또는 "Lankie"라는 별명으로 불린 이 폭격기는 제2차 세계 대전 중 야간 폭격기 중에서 가장 성공한 폭격기이자, 가장 유명한 폭격기로서 "출격회수 156,000소티 및 폭탄 운반량 608,612톤"을 기록했다. 랭커스터 폭격기는 주로 야간폭격기로 운용되었지만, 주간 정밀 폭격을 포함한 다양한 역할을 수행했다. 이 중에는 "댐 파괴자"(Dam Buster)라는 명성을 얻게 된 1943년 징벌 작전(Operation Chastise)에서 독일 루르 계곡의 댐을 폭파하는 임무도 포함되어 있다. 전후 이 폭격기는 여객기나 우편수송기로도 사용되었고 이 기체를 기반으로 하여 아브로 랭커스터리안 우편수송기, 아브로 요크 여객기 등을 개발했다.
이 폭격기는 10톤에 달하는 폭탄을 수송할 수 있는점을 이용하여 톨보이나 그랜드 슬램같은 초대형 지진폭탄을 이용해 폭격하여 독일의 비밀병기 V-3지네포 파괴 전적도 있다. 이것은 전함 텔피츠를 격침시켰다. 전후 이 기체는 여객기로도 사용되었다. 아브로 랭커스터리안은 아브로 랭커스터의 디자인을 이어받아 설계된 우편물 운반 기체로 영국남미항공과 영국해외항공 등에서 사용되었다. 이것은 계속 발전하여 아브로 요크나 아브로 링컨같은 기체도 나오게 되었다. 영국에서는 1950년대 퇴역하였고 캐나다에서도 1960년대까지 구조기 등으로 쓰이다 퇴역했다.

## 같이 보기
- 아브로 랭카스터리안
- 아브로 링컨
- 아브로 튜더
- 보잉 B-17 플라잉 포트리스
- 컨살러데이티드 B-24 리버레이터
- 나카지마 G5N 신잔
- 쇼트 스털링

### 참고 문헌
- A.P. 22062A-P.N.: Pilot's and Flight Engineer's Notes for Lancaster. Mark I - Four Merlin XX, 22 or 24 Engines. Mark III - Four Merlin 28 or 38 Engines. London: Air Ministry, May 1944. No ISBN.
- Chant, Christopher. Lancaster: The History of Britain's Most Famous World War II Bomber. Bath, UK: Parragon, 2003. ISBN 0-7525-8769-2.
- Cotter, Jarrod. Living Lancasters: Keeping the Legend Alive. Thrupp, Stroud, UK: Sutton Publishing, 2005. ISBN 0-7509-4192-8.
- Franks, Norman. Claims to Fame: The Lancaster. London: Arms & Armour Press, 1995. ISBN 1-85409-220-0.
- Franks, Richard A. The Avro Lancaster, Manchester and Lincoln: A Comprehensive Guide for the Modeller. London: SAM Publications, 2000. ISBN 0-9533465-3-6.
- Holmes, Harry. Avro Lancaster (Combat Legend series). Shrewsbury, UK: Airlife Publishing Ltd., 2002. ISBN 1-84037-376-8.
- Jackson, A.J. Avro Aircraft since 1908, 2nd edition. London: Putnam Aeronautical Books, 1990. ISBN 0-85177-834-8.
- Jacobs, Peter. The Lancaster Story. London: Arms & Armour Press, 1996. ISBN 1-85409-288-8 {{isbn}}의 변수 오류: 유효하지 않은 ISBN..
- Mackay, R.S.G. Lancaster in action. Carrollton, Texas: Squadron/Signal Publications Inc., 1982. ISBN 0-89747-130-X.
- Moyes, Philip J.R. Avro Lancaster I & II. Kidlington, Oxford, UK: Vintage Aviation Publications Ltd., 1979. ISBN 0-905469-65-8.
- Page, Bette. Mynarski's Lanc: The Story of Two Famous Canadian Lancaster Bombers K726 & FM213.  Erin, Ontario: Boston Mills Press, 1989. ISBN 1-55046-006-4.
- Robertson, Bruce. Lancaster - The Story of a Famous Bomber. Watford, Hertfordshire, UK: Argus Books Ltd., 1964 (5th impression 1977). ISBN 0-900435-10-0.
- Sweetman, Bill. Avro Lancaster. London: Jane's Publishing Company Ltd., 1982. ISBN 0-7106-0132-8.
- Taylor, John W. R. "Avro Lancaster". Combat Aircraft of the World from 1909 to the present. New York: G.P. Putnam's Sons, 1969. ISBN 0-425-03633-2.
- Winchester, Jim. "Avro Lancaster". Aircraft of World War II: The Aviation Factfile. Kent, UK: Grange Books plc, 2004. ISBN 1-84013-639-1.